# Jos Verlooy
Jos Verlooy (15 de diciembre de 1995) es un jinete belga que compite en la modalidad de salto ecuestre. Ganó tres medallas en el Campeonato Europeo de Saltos Ecuestres, en los años 2019 y 2021.

## Palmarés internacional
| Campeonato Europeo | Campeonato Europeo      | Campeonato Europeo | Campeonato Europeo |
| Año                | Lugar                   | Medalla            | Categoría          |
| ------------------ | ----------------------- | ------------------ | ------------------ |
| 2019               | Róterdam (Países Bajos) | Medalla de oro     | Por equipos        |
| 2019               | Róterdam (Países Bajos) | Medalla de bronce  | Individual         |
| 2021               | Riesenbeck (Alemania)   | Medalla de bronce  | Por equipos        |